# Národní jednota pro jihozápadní Moravu
Národní jednota pro jihozápadní Moravu (NJJM) byl český národně obranný spolek založený 26. dubna 1886 v Telči. Stejně jako německé bundy, které spolupracovaly s německým školským spolkem Deutscher Schulverein, opírala Národní jednota pro jihozápadní Moravu svou činnost o Ústřední matici školskou. NJJM se zaměřovala na Jihlavsko, Brněnsko a území od Dačicka k Břeclavi. Výnosem ministerstva vnitra dne 4. dubna 1939 byla činnost jednot a matic zastavena a vytvořen svazek Národní matice, kterou Úřad říšského protektora 15. června 1943 zrušil a její majetek propadl Třetí říši. Po osvobození v roce 1945 se NJJM snažila o obnovení, ale 28. února 1948 komunistická vláda činnost všech jednot a matic definitivně ukončila.

## Založení
Národní jednota pro jihozápadní Moravu byla založena přípravným výborem v Telči v roce 1885 a její stanovy schválily příslušné úřady 13. 4. 1886. Vznik NJJM ve městě je úzce spojen se založením muzejního spolku a telčským muzeem, které bylo otevřeno dne 25. prosince 1886. Na vzniku NJJM se podílel zejména JUDr. Josef Sobotka, profesorský sbor místního reálného gymnázia a učitelé z ostatních místních škol. V roli mecenáše vystupoval příslušník místní šlechtické rodiny Podstatských z Lichtensteina. Na přelomu let 1888/89 došlo k přemístění ústředního vedení do Brna a v Telči nadále působil její místní odbor.
Podle stanov schválených 13. 4. 1886 pod č. j. 5428 bylo cílem spolku přispívati ku národnímu, duševnímu a hmotnému zvelebení krajin ..., čehož bylo rozhodnuto domáhat se:
a/ důkladným seznáváním všech národních, duševních a hmotných poměrů s použitím všeho, čím bylo by lze přispěti ku povznesení národního vědomí, osvěty a národního života vůbec a ku zvelebení rolnictví, řemesel, průmyslu a obchodu zvláště; b/ pořádáním přednášek, schůzí, výletů, výstav a slavností národních; c/ vydáváním a rozšiřováním spisů; d/ zřizováním a podporováním škol vůbec, zvláště škol středních, rolnických, průmyslových a obchodních; e/ zakládáním knihoven a sbírek; f/ rozdáváním nástrojů a modelů; g/ zřizováním peněžních závodů, hlavně záložen a spořitelen; h/ opatřováním levného úvěru; i/ podporováním chudého studentstva a žactva škol vysokých, středních, obchodních, průmyslových, hospodářských a vůbec odborných; k/ zaopatřováním a podporou těch, kdož vystudovavše na jihozápadní Moravě se chtějí usaditi, hmotnou podporou obchodníků, živnostníků a řemeslníků, obstaráváním míst pro učedníky, čeleď a pomocníky živnostenské a obchodnické. - Politické záležitosti jsou z činnosti jednoty vyloučeny.
MZA Brno fond B 40

## Oblasti činnosti

### Školství

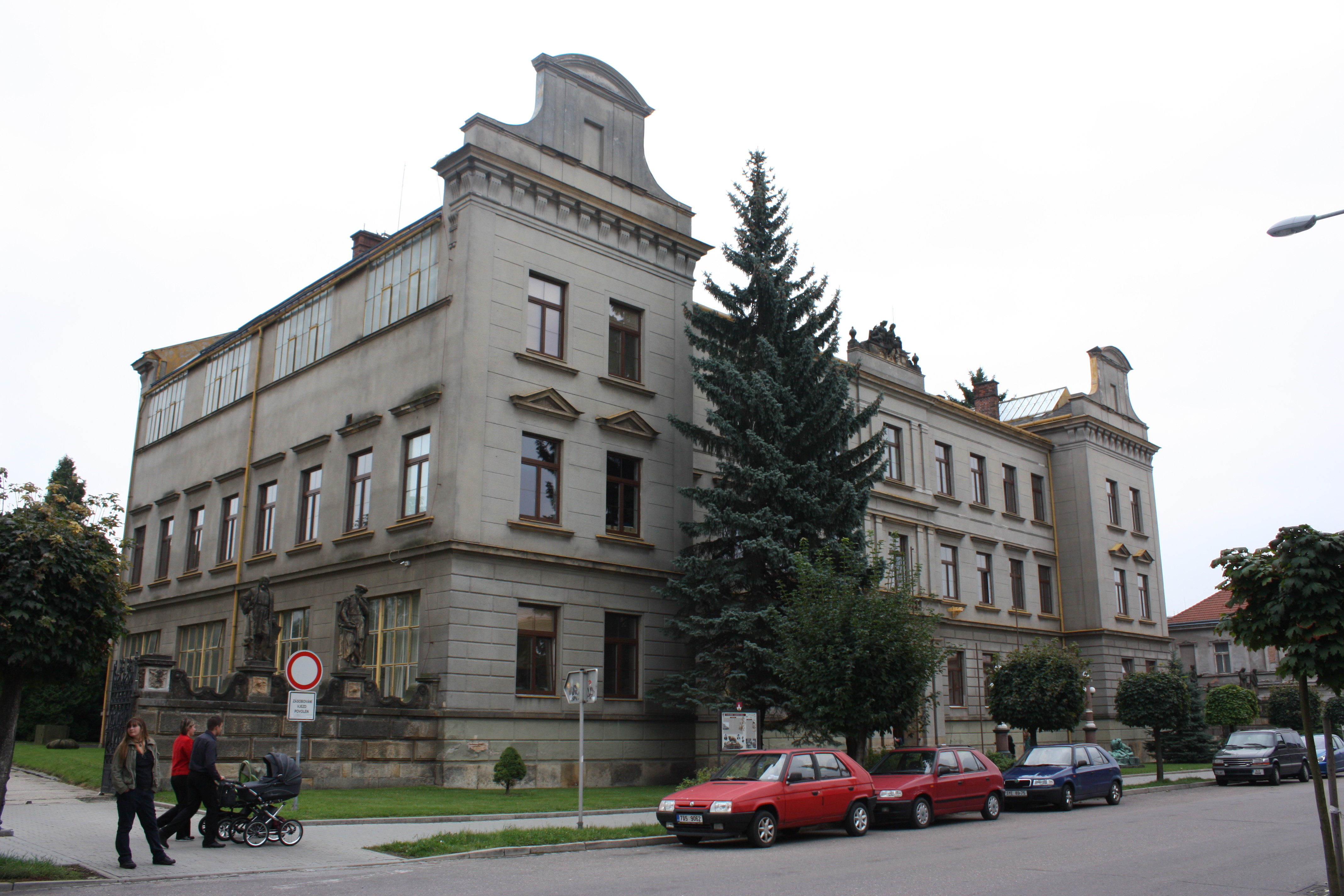
Hořice - Kamenická a sochařská škola. Národní jednota pro jihozápadní Moravu zajistila pro moravské studenty (když se jí nepodařilo zřídit kamenickou školu na Dačicku) stipendijní místa na kamenické škole v Hořicích.

Činnost Národní jednoty pro jihozápadní Moravu v oblasti školství víceméně doplňovala aktivity Ústřední matice školské v národnostně smíšených oblastech na Jihlavsku, Brněnsku a území od Dačicka k Břeclavi. V Telči založila nejprve měšťanskou školu. Na Dačicku se ale pokus o založení kamenické školy a menšinové školy v Horním a Dolním Radíkově nezdařil a zemský sněm žádost zamítl. Ústřední výbor se musel spokojit s několika stipendijními místy na kamenické škole v Hořicích. Hlavní oblastí zájmu se stalo hlavně Brno a okolí. Od roku 1914 podporovala mateřské školy v Nových Černovicích, Jundrově, Novém Lískovci a Hustopečích, obecnou školu v Komárově, Miroslavi a Želeticích, měšťanskou školu v Dolních Kounicích. V Telči přibyla lidová malírna a dámský odbor se zasloužil o vydržování dívčí školy s penzionátem Světlá ve Velkém Meziříčí. Pro české školy agitovala na veřejných schůzích nebo roznášela letáky. Rodiče se většinou rozhodli pro tu národní školu (českou či německou), která nabídla více (vánoční nadílku, peníze nebo naturálie). JUDr. Vilém Veleba umožnil Národní jednotě pro jihozápadní Moravu v roce 1909 využívat větší část svého domu ve Hvězdové ulici ve Znojmě, kde mohla být otevřena česká hospodářská škola a v roce 1910 založil českou měšťanskou školu Znojemské matice. Po roce 1918 se věnoval i nadále rozvoji českých škol a české kultury ve Znojmě.

### Lidovýchova, knihovny a divadlo

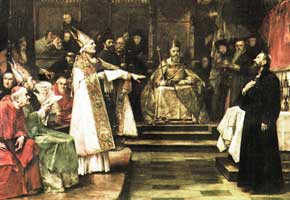
Václav Brožík: Mistr Jan Hus před koncilem kostnickým (1883).

Jako celé české národní hnutí čerpala i NJJM při lidovýchově z epochy husitství a české reformace. Jistý problém ale činil výklad postoje Moravy k husitskému hnutí a moravští nacionalisté si neváhali sporné body prohusitského výkladu dějin odůvodnit. Jak v přednáškové činnosti, tak i v knihovnách a při řadě slavností převládala témata Jan Hus, Jan Žižka, Jan Amos Komenský, František Ladislav Čelakovský, František Palacký nebo Karel Havlíček Borovský a přenosné knihovny pro místní odbory nesly jejich jména. Například v roce 1898 NJJM obstarala sto kompletních sad Palackého díla a místní odbor v Rakvicích spisy Svatopluka Čecha a třicet uměleckých vyobrazení Husa a Žižky. Protikatolické tendence ochranných jednot se odrážely v těsné spolupráci se Sokolem. Na Moravě ale řada funkcionářů a členská základna vyrůstala v katolické víře, takže se v NJJM rozšířilo i vlastenecké klerikální křídlo. V roce 1916 působil v ústředním výboru NJJM opat benediktinského kláštera Prokop Šup.
Mimo vydávání cestopisů, značení turistických tras nebo stavění rozhleden využívaly Národní jednoty podobně jako německé bundy „kočující učitele”, kteří sehráli vedle knihoven v šíření českého nacionalistického aktivismu ve venkovských regionech nezastupitelnou roli. V roce 1906 téměř každý místní odbor NJJM vlastnil knihovnu s počtem přibližně padesáti svazků. V Brně založila NJJM společně s „Ženským vzdělávacím spolkem Vesna” v roce 1891 „Veřejnou knihovnu pro lid”. Okrskové nebo jednatelské odbory zajišťovaly přenosné knihovny a v roce 1901 se jejich počet v „ohrožených oblastech” pohyboval kolem dvaceti. Český tisk zdarma se mohl do místních jednot šířit díky finančním darům od spolků, jednotlivců, redakcí a nebo formou dárcovského předplácení. Členové místního odboru v Novém Městě na Moravě založili „Horácké“ muzeum.

### Sčítání lidu a volby
Při sčítání lidu a ve volbách se zviditelňovaly tak jako všechny obranářské spolky i Národní jednoty. Například Národní jednota pošumavská vydala brožuru „Poučení o sčítání lidu” a ve spolupráci s Národní jednotou severočeskou knihu „Naše menšiny a smíšené kraje na českém jihu”. V roce 1901 probíhalo v místních odborech soukromé sčítání lidu a přirozeně dopadlo oproti oficiálnímu sčítání v český prospěch, jelikož komisaři soukromého sčítání využili i dětí ze smíšených rodin. Ústřední vedení NJJM se na začátku dvacátého století na takových velkých akcích jako probíhaly na severu a jihu Čech nepodílela a sčítání českého obyvatelstva na jižní Moravě prováděla jen lokálně. Mimo několika přednášek, agitačních schůzí a letáků vydala také brožuru „O sčítání lidu”. Nejvíce se angažovaly místní odbory Brno I, Brno II a Moravské Budějovice.
Národní jednota pro jihozápadní Moravu působila převážně ve venkovském a polovenkovském prostředí a její těsné vazby na český odbor Zemědělské rady v Brně dokládají její vysocí funkcionáři tvořící i členskou základnu NJJM. Mezi zakládajícími členy NJJM se objevil i „Klub agrárních poslanců” ve Vídni a v roce 1911 také „Klub agrárních poslanců
zemských”. Zemědělská rada moravská také dotovala NJJM sazenice nebo nákup zemědělských strojů. V roce 1903 pořádala akci pro krupobitím postižené Strakonicko. Místní odbory NJJM se angažovaly i ve volbách do zemědělské rady a úsilí ústředního výboru o volební právo bylo korunováno v roce 1912 přímou i nepřímou volbou ze šedesáti odborů. Celkem pozdní decentralizace NJJM a nedostatek financí zapříčinily její neúčast v obecních volbách. Boje o obecní zastupitelstva vedla NJJM hlavně v Brně a okolí. V roce 1913 došlo například v Dolních Kounicích mezi českou a německou stranou ke kompromisu. Politické zaměření funkcionářů a jejich účast v zemském sněmu dokládá tabulka:
| Jméno činovníka NJJM        | Politická strana                            | ÚV NJJM   | Mandát v zemském sněmu             |
| --------------------------- | ------------------------------------------- | --------- | ---------------------------------- |
| Helcelet Ctibor, JUDr.      | staročeská Moravská národní strana          | 1890–1892 | 1878, 1884, 1890                   |
| Chlum Ludvík, JUDr.         | mladočeská Lidová strana na Moravě          | 1910–1916 | 1906                               |
| Kancnýř Bedřich             | Lidová strana na Moravě                     | 1898–1909 | 1896, 1902                         |
| Konárovský Josef, JUDr.     | Moravská národní strana                     | 1886–1892 | 1871, 1873, 1878                   |
| Lebloch Václav              | Lidová strana na Moravě                     | 1890–1892 | 1896                               |
| Pluhař Ladislav, JUDr.      | Lidová strana na Moravě                     | 1897–1918 | 1906, 1913                         |
| Podbrdský Josef, JUDr.      | Lidová strana na Moravě                     | 1899–1916 | 1890, 1896, 1902, 1906             |
| Pražák Otakar, JUDr.        | Moravská národní strana                     | 1889–1895 | 1890, 1896, 1902, 1906, 1911       |
| Sobotka Josef, Dr.          | Moravská národní strana                     | 1886–1889 | 1884                               |
| Šílený Václav, JUDr.        | Lidová strana na Moravě                     | 1886–1906 | 1896, 1902, 1906                   |
| Šrom František Alois, JUDr. | Moravská národní strana                     | 1886–1888 | 1861, 1867, 1871, 1873, 1884, 1890 |
| Šup Prokop Bartoloměj       | Katolický proud                             | 1915      | 1913                               |
| Tuček Josef, JUDr.          | Lidová strana na Moravě                     | 1887–1891 | 1881, 1884, 1890, 1896             |
| Vozáb Karel                 | Nezávislý/Lidová strana pokroková na Moravě | 1909–1918 | 1913                               |

### Nacionální hospodářství

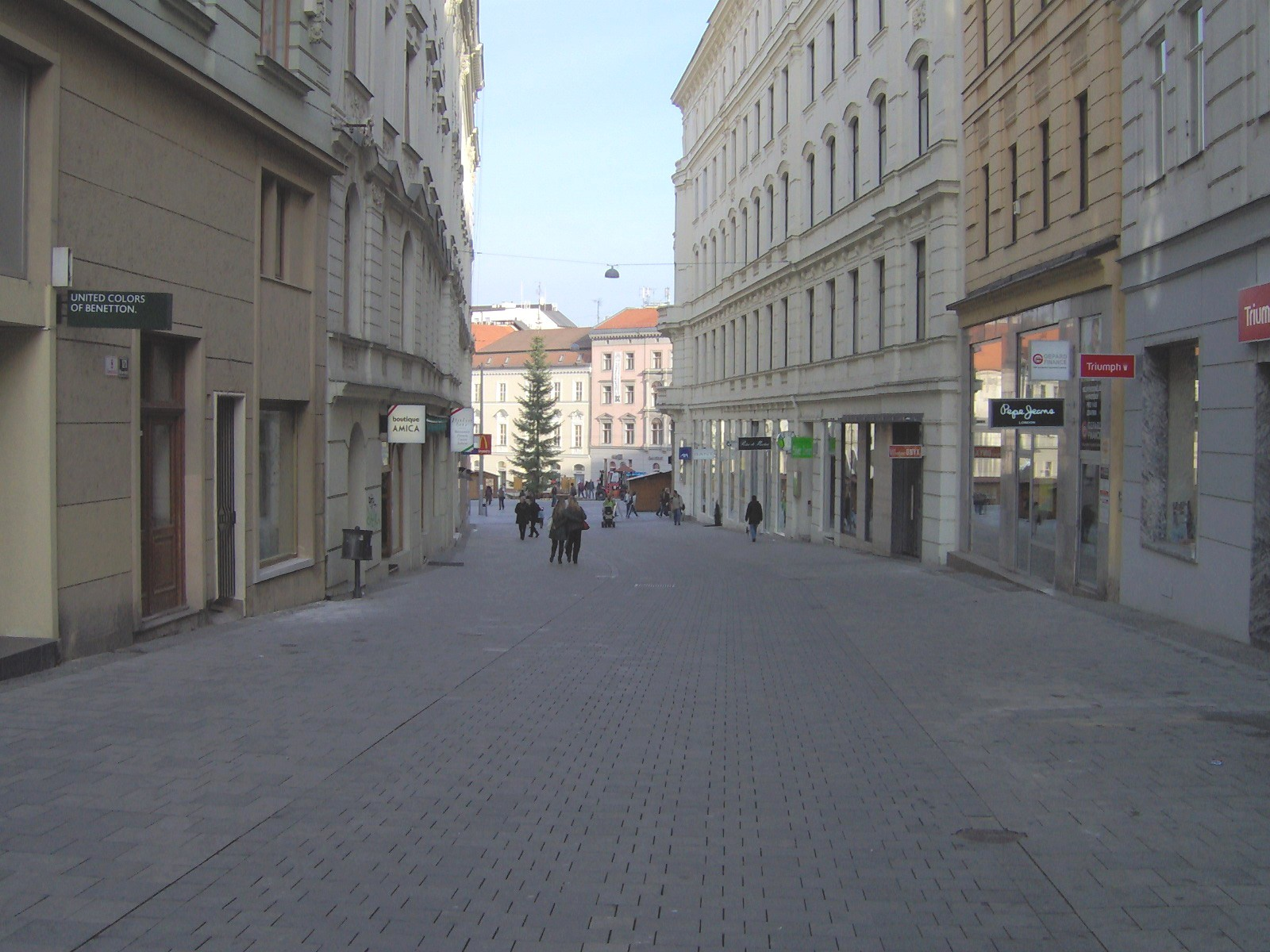
Na podporu regionálního průmyslu založila Národní jednota pro jihozápadní Moravu v roce 1909 v Brně „Moravskou ústřednu pro lidový průmysl” a „prodejnu” v Zámečnické ulici.

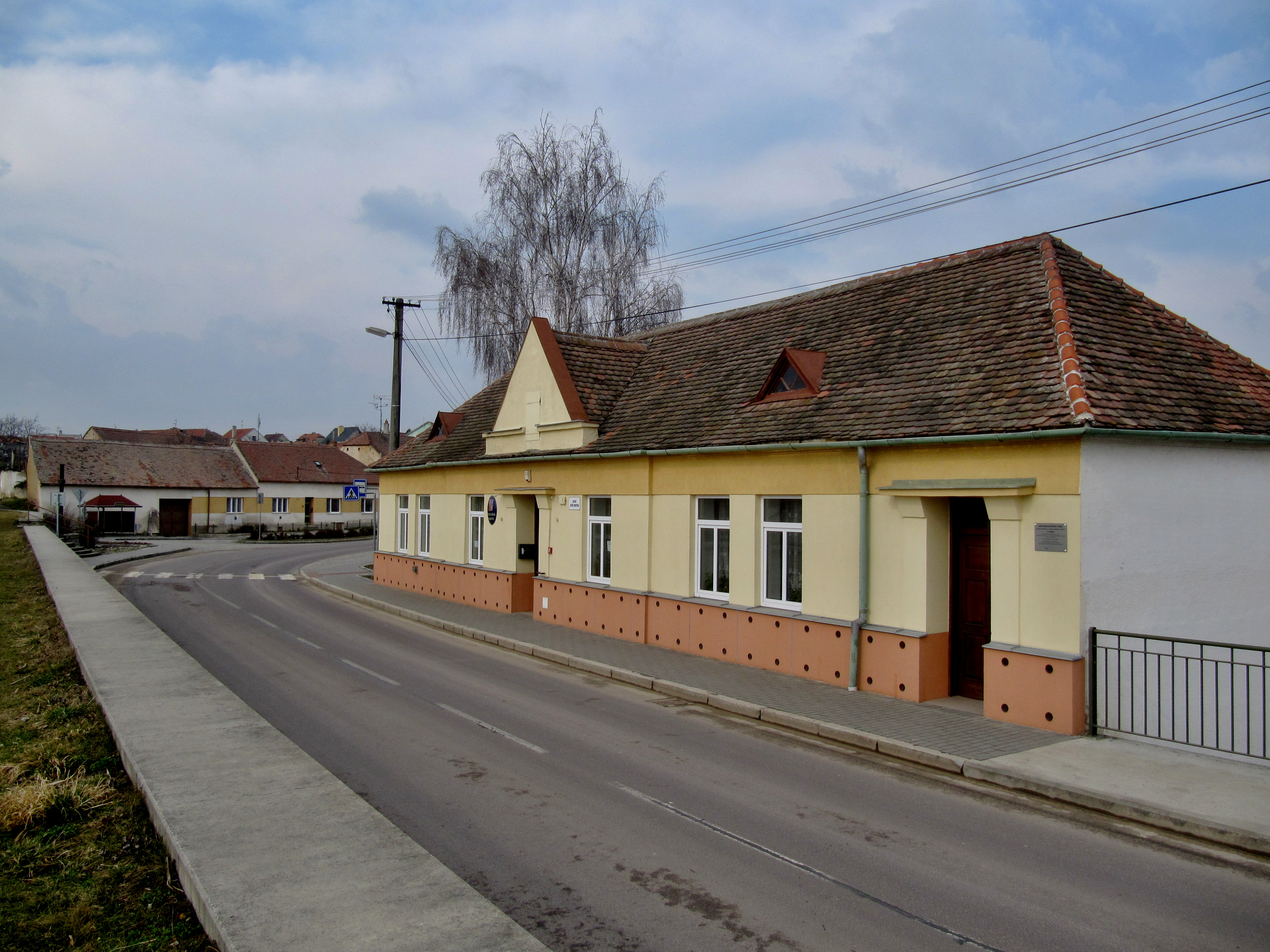
Obec Plenkovice - Spořitelní a záloženský spolek Plenkovice byl založen v roce 1902 (Plenkovice, Kravsko) a v roce 1903 zde Národní jednota pro jihozápadní Moravu zřídila Kampeličku (od roku 1953 jednatelství Státní spořitelny Znojmo).

Vedle práva na vzdělání v mateřském jazyce se dařilo NJJM ovlivňovat i různá odvětví ekonomiky. V roce 1906 založila „Úvěrní ústav”, který „financoval nákup pozemků, stavbu budov nebo úpravu vhodných prostor pro menšinové školy”.
„Jeho účelem bylo opatřovat členům zisk, peníze i úvěr a provozování obchodů bankovních na společný účet členů za účelem výdělkovým...”
Pamětní spis k jubileu čtyřicetiletého trvání Národní jednoty pro jihozápadní Moravu. Brno 1926
„Jubilejní fond” zřízený pro nákup pozemků byl obdobou německého prodeje dvoukorunových úpisů k získávání usedlostí. V roce
1912 přinesla „Věcná loterie” více než padesát tisíc korun do fondu pro podporu českých škol. Kampeličku zřídila v roce 1903 v Plenkovicích (Spořitelní a záloženský spolek Plenkovice). Dárci financí byla nejen Zemědělská rada moravská, ale i Moravský zemský výbor, obce, záložny nebo spolky.
Finance sloužily hlavně na zakupování strojů, vysazování ovocných sadů a alejí, pořizování plemenných kanců a býků (místní obory NJJM na Vysočině). V roce 1895 vypočítává moravská jednota téměř sto sedmdesát hospodářských strojů ve vlastnictví místních odborů. Mezi nimi se objevuje padesát lučních bran, čtrnáct secích strojů, šest šrotovníků, deset decimálních vah nebo dvě dobytčí váhy.
Zpráva o činnosti Národní jednoty pošumavské za dvanáctý rok 1895–1896. Praha 1895
Na podporu regionálního průmyslu založila NJJM v roce 1909 v Brně „Moravskou ústřednu pro lidový průmysl” (s podíly po padesáti korunách) a „prodejnu v Zámečnické ulici”. Mimo zakládání hospodářských škol na jazykové hranici do ekonomické podpory zahrnovala i zajišťování učednických míst a zpětné umístění vyučené mládeže v ohroženém regionu. Z tohoto důvodu zřídila „Spolek pro podporu studentského cestování”. Odbytištěm regionálních výrobků se staly „Vánoční tržnice”. NJJM ji pořádala s „Ústředním spolkem živnostníků”. Dále organizovala hospodářské kurzy a přednášky o moderním zemědělství, účetnictví a ekonomice.

### Sociální péče
Politika sociální péče u NJJM cílila jako u všech Národních jednot uplácením a přesvědčováním rodičů, vánočními nadílkami, polévkovými ústavy, sbírkami na ošacení, zaplacením nebo odpuštěním školného na děti českých dělníků. Po vzoru německých Schutzvereinů podporovala nárůst počtu českých dětí na jazykové hranici formou sirotčinců. Mimo dětí mířila v sociální politice také na rolnictvo a malé živnostníky, což odpovídalo území moravského venkova. V roce 1909 probíhala akce s přispíváním do speciálního fondu Zemědělské rady moravské. Problematika sociálního zabezpečení českého dělnictva se NJJM týkala jen okrajově. Převažovala témata starobního, nemocenského a úrazového pojištění a proto podporovala zakládání nemocenských pokladen. Místní odbor v Moravských Budějovicích ale podpořil například dvaceti korunami české stávkující dělníky v Mostě.

## Období první republiky
Národní jednota pro jz. Moravu pořádala 4. září 1927 u příležitosti jihomoravské výstavy ve Znojmě krajinský sjezd českých menšin z oblasti jz. Moravy, kterého se účastnili delegáti a členové odborů Národní jednoty, sokolských jednot, hasičských jednot, učitelstva a zástupci různých místních korporací ze Znojemska, Mikulovska, Hustopečska, Mor. Krumlovska, Dačicka, Jihlavska a Mor. Budějovicka. Z Brna se zúčastnilo na 500 členů jednotlivých odborů a korporací. V budově Besedy se konala krajinská pracovní konference, které se účastnilo na 150 delegátů. Předsedal starosta NJ Jan Máša a jednatel NJ prof. B. Kryčer. Po konferenci následovala veselice ve znojemské sokolovně.
Zvláště zdůraznili nutnost, aby při příštích obecních volbách menšináři všude volili na jedinou společnou kandidátku, aby udrženo a zvětšeno bylo jejich zastoupení v obecních zastupitelstvech. Po referátech, které byly přijaty všemi shromážděnými neobyčejně vřele, odhlasována obsáhlá resoluce, v niž žádá se pro zabezpečení českých menšinářů, aby státní správa všude usazovala české zřízence a úředníky, starala se o to, aby v průmyslových podnicích zaměstnáváni byli češti dělníci, aby postaráno bylo náležitou pozemkovou reformou o existenční zabezpečení českých drobných lidí, aby provedeny byly potřebné stavby všech českých škol menšinových, po případě jejich rozšíření, aby při zadáváni prací vzat byl zřetel na české živnostníky, aby všude v menšinách byly zřízeny české mateřské školy, aby reklamace českých dětí z německých škol děly se urychleně, aby byly zřízeny potřebné školy obchodní a živnostenské pro český dorost v menšinách, aby pro české menšináře byla ponechána ochrana bytová a v Jihlavě české školství náležitě vybudováno, zejména zřízením učit. ústavu. Mimo to v resoluci vysloven kategorický požadavek, aby v obecních volbách volili všichni čeští lidé v menšinách společně a jednotně.
Úryvek z přijaté rezoluce krajinského sjezdu českých menšin z oblasti jz. Moravy 1927
Národní jednota pro jz. Moravu se sídlem v Brně, jíž předsedal Jan Máša, čítala v roce 1930 742 místních odborů, z toho 114 hraničářských. Počet členů v jednotlivých odborech činil 46 920 a v ústředí 680, takže celkem se jednalo o 47 600 osob. Odbory NJ založily 72 zábavných kroužků, 38 divadelních, 6 pěveckých, 10 hudebních, 9 dámských, 2 kulturní, 3 turistické a 9 spořitelních.
Počet okrsků byl v roce 1919 rozšířen o jeden ve Vranově n/D s nově založenými 8 hraničářskými odbory (Dešná, Korolupy, Lubnice, Vratěnín, Uherčice, zastřešující od roku 1922 Klub českých turistů s noclehárnou, Popice, Vlasatice, Štítary, Hor. Hýnčina), které měly své české ochranitelky (celkem 120 hraničářských ochranitelek). Nové sekretariáty zřídila NJ v Jihlavě a ve Znojmě.
V roce 1919 vznikla odbočka Národní jednoty také ve Slavonicích, Starém Hobzí, Cizkrajově a v Nových Sadech. Ve stejném roce byly v těchto obcích zřízeny také české menšinové školy. V letech 1920 až 1923 činnost spolku pokračovala i v Českém Rudolci, Dolním Radíkově, Lipolci, Matějovci a v Peči, jako poslední byly roku 1924 založeny jednoty v Písečném a Dolním Bolíkově.
NJJZM věnovala velkou péči hraničářskému školství. Počátkem školního roku 1929-30 otevřela nové školy: v Nových Mlýnech, v Salavicích, ve Vlasaticích, v Popicích, ve Vratěníně, v Uherčicích a měšťanské školy v Lubnici a v Chornicích. Celkem spravovala v oblasti NJ pro jz. Moravu 125 obecných škol s 217 třídami a 12 poboček, 29 škol měšťanských s 82 třídami, 13 pob. a 12 učebních běhů (8 372 dětí):
1. inspektorát Brno: 44 škol obecných s 73 třídami a 7 měšťanských s 21 třídami a 3 učební běhy a 4 pobočky
2. inspektorát Jihlava: 15 škol obecných s 42 třídami a 8 pob., 6 měšťanských s 18 třídami, 5 pob. a 3 učební běhy
3. inspektorát Jindřichův Hradec (okres Dačice a M. Budějovice): 18 škol obecných s 24 třídami, 3 měšťanských se 7 třídami a 1 učebním během
4. inspektorát Znojmo: 35 škol obecných s 61 třídami a 4 pob., 7 měšťanských s 21 třídami, 2 pob. a 4 učební běhy
5. inspektorát Česká Třebová: (okres M. Třebová) 14 škol obecných s 20 třídami, 6 měšťanských s 15 třídami, 1 pob. a 3 učební běhy

Mimo škol obecných a měšťanských zřídila celkem 102 mateřských škol s 2 229 dětmi. NJ podporovala také 4 živnostenské školy pokračovací a 3 školy hudební. Lidová malírna v Telči zaměstnávala v dílně 12 malířek keramiky. Žákům z chudých rodin poskytovala školní potřeby, ošacení a vánoční nadílky (v roce 1930 v hodnotě přes 140 000 Kč). Obory NJ pro jz. Moravu vlastnily 87 hraničářských knihoven s 12 874 svazky. Četné knihovny propůjčila také jako základ obecním knihovnám. Při knihovnách zřizovala také čítárny, pořádala přednášky (celkem 905) a vzdělávací kurzy. Divadelní kroužky zahrály 685 představení a 228 odborů vlastnilo jeviště. Hospodářská činnost sestávala ze zakládání ovocnářských a štěpařských školek, kursů šití, kurzů hospodyňských, hospodářských výstav, vysazování stromků, zakládání sušáren ovoce, okrašlování obcí a jejich zalesňování, z chovu drůbeže, včel, dobytka, meliorací atp. Největší zájem samozřejmě jevila o pozemkovou reformu a dosazování českých lidí do pohraničí. Za tímto účelem uvedla do běhu «Pachtovní a kolonisační družstvo» a «Stavební a bytové družstvo». Obě družstva zajišťovala českému obyvatelstvu půdu, domky anebo byty. Přes veškerou snahu a agitaci zůstávala podle vyjádření NJ „česká veřejnost nevšímavá”.
Národní i státní povinností každého českého člověka jest býti nejen členem NJ, ale také její snahy a úkoly štědře podporovati finančně. Jen si všimněme, jak Němci bohatě podporují svůj Kulturverein, jehož příjem roční daleko předčí všechny příjmy všech našich obranných jednot. A to by nemělo býti.
Valná schůze NJ pro jz. Moravu v Brně 29. června 1930

## Významní činitelé NJJM
- Jan Máša (* 24. června 1869 Tišnov – † 27. února 1933 Brno)[13]
- Vilém Veleba (* 8. června 1870 Pánov – † 23. února 1956 Znojmo)
- Karel Paclík ml. (* 12. ledna 1894 Ledeč nad Sázavou - † 12. května 1959 Telč)[14]